# God of War: Collection
God of War Collection es un port remasterizado de God of War y God of War II para la PlayStation 3 en un único disco Blu-ray que se lanzó en Norteamérica el 17 de noviembre de 2009. Es el primer juego de la línea "Classics HD" de Sony. La colección se incluyó en God of War III Ultimate Trilogy Edition, lanzada el 18 de marzo de 2010 en Australia y Nueva Zelanda, y el 19 de marzo en Europa. Fue lanzado en Japón de forma independiente el 18 de marzo, donde fue distribuido por Capcom, y luego fue lanzado como parte de God of War III Trilogy Edition, que incluía God of War III y God of War Collection, el 25 de marzo. Fue lanzado de forma independiente en Australia el 29 de abril y en Europa el 30 de abril. En la Electronic Entertainment Expo (E3) de 2013, se anunció una versión para PlayStation Vita de God of War Collection, y se lanzó el 6 de mayo de 2014 en Norteamérica, el 9 de mayo en Europa, el 14 de mayo en Australia y 15 de mayo en Japón.
Tiempo antes del lanzamiento de God of War III, Sony lanzó una revisión de las dos primeras entregas de God of War aparecidas en la PlayStation 2 y adaptadas a alta definición y en formato de disco Blu-Ray de la PlayStation 3. En esta revisión se incluyó las funciones de trofeos y la resolución de vídeo 720p de los juegos de God of War y de God of War II. Sin cambiar el modo de jugabilidad, y con mejoras visuales, esta colección permite jugar mejor que nunca a las dos aventuras de uno de los iconos virtuales para Sony y sus consolas PlayStation. En esta colección está incluida la demo de God of War III.
Esta colección no es revisión gráfica de las dos anteriores entregas, y los cambios son notorios, el aumento de la resolución y acabado general son mucho más suaves, también las texturas en concreto presentan otro aspecto. Esto permite disfrutar mucho más las dos anteriores entregas. Además, se corrige la sincronización vertical que se producía en momentos puntuales al mover bruscamente la cámara.
Posteriormente, Sony anunció su salida oficial en Europa entre los días 28 y 30 de abril del 2010, por el precio de lanzamiento de 39,99€, así como el God of War: Saga Collection, que incluye God of War: Collection y God of War III, por el precio de lanzamiento de 89,99€.
Tiempo después Sony Computer Entertainment anunciaría en una conferencia de la E3 que God of War: Collection sería remasterizado y relanzado para PlayStation Vita en 2013, pero fue finalmente relanzado el 6 de mayo de 2014, y el 9 de mayo de 2014 en Europa.